# Jonge Componistenprijs
De Jonge Componistenprijs of NOG Jonge Componistenprijs was een Nederlandse prijs die vanaf 1997 werd toegekend aan jonge in Nederland woonachtige componisten.
In 1982 waren het Nederlands Balletorkest (later Holland Symfonia), de stichting Donemus en de Stichting Gaudeamus de initiatiefnemers van het Project Jonge Componisten (PJC). Het doel van het PJC was om jonge, nog relatief onbekende componisten in de gelegenheid stellen naar eigen werk te luisteren. De componisten dienden om mee te doen een nieuw werk (voor een symfonieorkest) te schrijven.
In 1997 werd de opzet veranderd en dankzij een sponsorovereenkomst met NOG Verzekeringen kreeg de winnaar de (NOG) Jonge Componistenprijs van aanvankelijk 7500 gulden en later 4000 euro, terwijl de op een na beste genomineerde de (NOG) Stimuleringsprijs kreeg van aanvankelijk 2500 gulden. Bij sommige edities was er ook nog een (NOG) Publieksprijs.
| Jaar | Winnaar Jonge Componistenprijs | Winnaar Stimuleringsprijs | Overige genomineerden                                                    |
| ---- | ------------------------------ | ------------------------- | ------------------------------------------------------------------------ |
| 1997 | Peter van Onna                 | Caroline Berkenbosch      | Theo Abazis, Cynthie de Jong en Piet-Jan van Rossum                      |
| 1999 | Juan Felipe Waller             | Wilbert Bulsink           | Richard Ayres, Paul Bruinen, Frank van Gompel en Astrid Kruisselbrink    |
| 2000 | Matijs de Roo                  | Merlijn Twaalfhoven       | Patrick David Clark, Andreas Kunstein, Florian Maier en Gustavo Trujillo |
| 2002 | Dimitris Andrikopoulos         | Giel Vleggaar             | Oscar van Dillen en Edward Top                                           |
| 2004 | Lars Skoglund                  | Evrim Demirel             | Claudia Rumondor, Daan Verlaan* en ??                                    |
| 2007 | Dieter Dolezel                 | Max Knigge                | Evrim Demirel en Igor Maia                                               |
| 2009 | Matthias Kranebitter           | Janco Verduin*            | ??                                                                       |

 * = winnaar Publieksprijs